# Joc del calamar (joc coreà)

Diagrama que mostra el disseny del joc. Consisteix en cinc àrees: Casa ofensiva (1), Àrea de promoció per a la defensa (2), Casa defensiva (3), Àrea de promoció per a l'ofensiva (4) i Uns altres (5).

El joc del calamar, també conegut com a ojingeo (en hangul, 오징어), és un joc infantil coreà. El joc s'anomena així perquè la forma de l'àrea de joc dibuixada al sol es pareix a un calamar, i hi ha variants regionals del nom com el "calamar gaisan" (gaisan pot ser una variació de la paraula japonesa kaisen 開戦, "començar una guerra"), o "calamar takkari". Es tracta d'un joc multijugador i està dividit en dos equips, ofensiu i defensiu. Hi ha dos objectius principals, ja siguin que els atacants aconsegueixin l'objectiu de l'atac o que els equips es matin entre ells mateixos.

## Jugabilitat
Hi ha múltiples versions de les regles per a diferents àrees i grups.
Les bases de cadascun dels equips són anomenades "cases" (en coreà "집"). El cercle de dalt és la casa de l'equip ofensiu, el rectangle de baix és la casa de l'equip defensiu i el triangle del mig és el camp neutral entre ells.
La finalitat per l'equip ofensiu és deixar la seva respectiva casa i moure's fora de la figura cap a la part inferior de la casa defensiva (mostrada "oberta" al diagrama de dalt), després passen a través de la figura tornant a la casa ofensiva.
Els jugadors atacants estan obligants a moure's únicament saltant amb una pota fins que "pugin", ja sigui arribant l'àrea 2 després de passar per l'àrea 3; o bé saltant sobre la part prima de la figura entre les dues àrees 4. Una vegada han pujat, poden usar els dos peus.
L'equip defensiu ha d'intentar eliminar als membres de l'equip ofensiu empenyent-los a través d'una línia de la figura que no poden creuar. Generalment, això significa empènyer als jugadors que han entrat a la figura fora d'ella, o empènyer als jugadors que intenten saltar sobre la figura del 4 cap al triangle. Els membres de l'equip defensiu que deixen la figura també són eliminats, per la qual cosa és possible que els atacants guanyin  el joc empenyent a tots els defensors cap a fora de la figura.

### Variants regionals
A causa del fet que el joc es juga informalment entre els infants, hi ha uns quants casos conjunts oficials escrits de regles, i les seves característiques comunes són principalment declarades a través de múltiples persones que ho varen jugar quan eren infants. No obstant això, són llistats alguns exemples de variacions regionals en les normes.

#### Calamarttaeng(Busan)
El calamar ttaeng (오징어땡) és una variant regional del joc del calamar que és popular a Busan. El joc usualment involucra a deu o més participants. S'assumeix que l'origen del joc està influenciat tant per l'abundant presència de calamars a les aigües del voltant de l'illa Gadeokdo com per la popularitat dels calamars com a aperitiu entre els infants locals. El joc comença dividint dos equips, amb almanco deu persones a cada equip. Al sol es dibuixa un calamar amb el cos en forma de pentàgon i cua redona. L'equip que gana un joc de pedra, paper o tisores passa a ser l'equip defensiu i l'equip que perd passar a ser l'equip ofensiu. Si l'equip ofensiu arriba la casa de l'equip defensiu i crida "ttaeng!", guanya l'equip ofensiu i ambdós canvien de costat.

#### Joc de la unificació del calamar
El joc de la unificació del calamar (오징어통일놀이) és una variant regional del joc del calamar basat en Haenam. Es diu que el joc es va originar a l'època dels Tres Regnes de Corea, quan els tres regnes lluitaven pel territori. En aquesta versió, l'àrea a la qual ha d'arribar l'equip ofensiu mentre passa a l'equip defensiu s'anomena "àrea de la unificació".

## En la cultura popular
La sèrie de televisió web de Netflix de 2021 El joc del calamar rep el nom a causa d'aquest joc que es juga al final de la sèrie.